# Зоряний слід

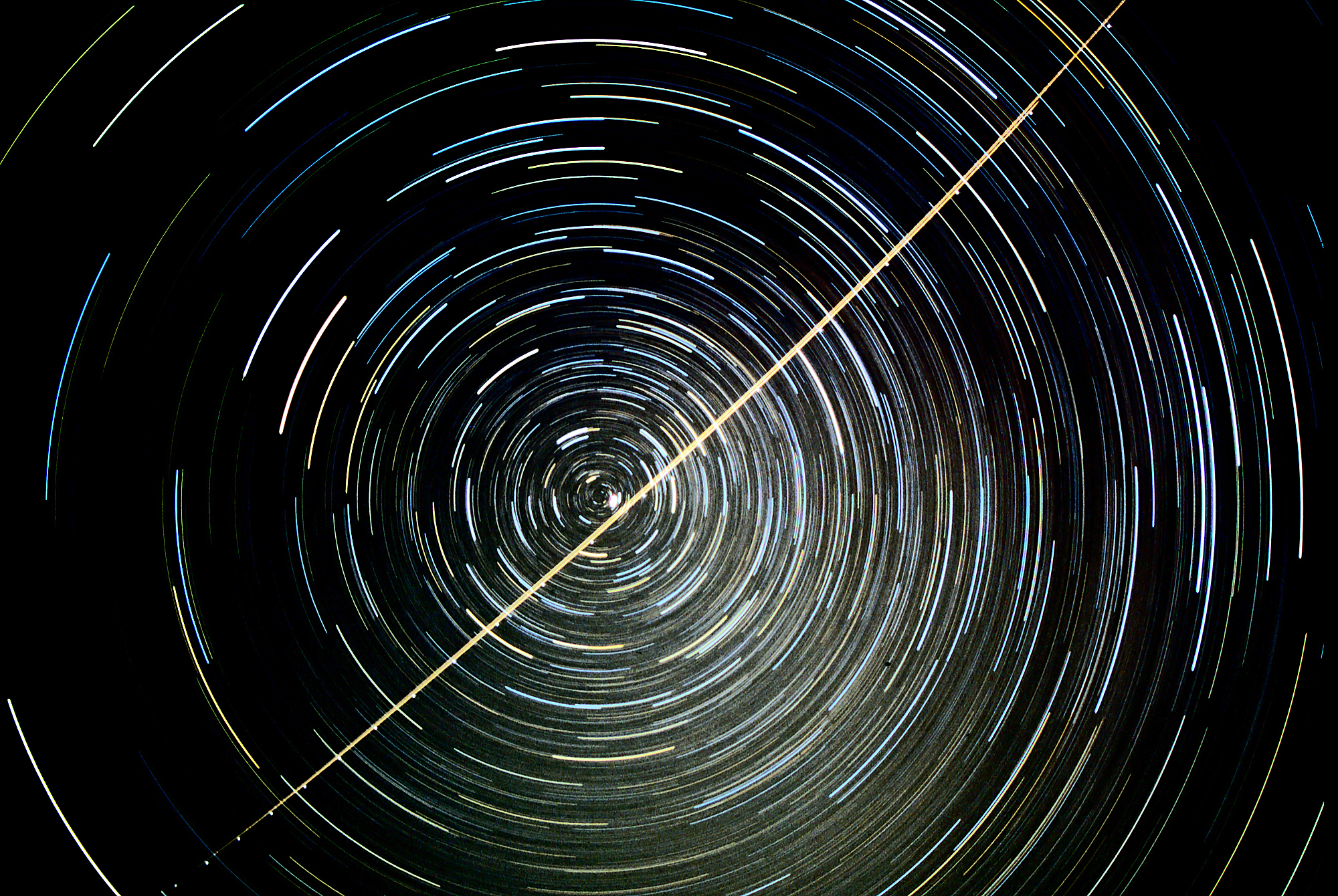
Знімок зоряних слідів, який відображає поточний рух зірок відносно землі навколо північного полюсу світу; Полярна зірка — це яскрава зоря поблизу полюса, якраз над лінією сліду літака.

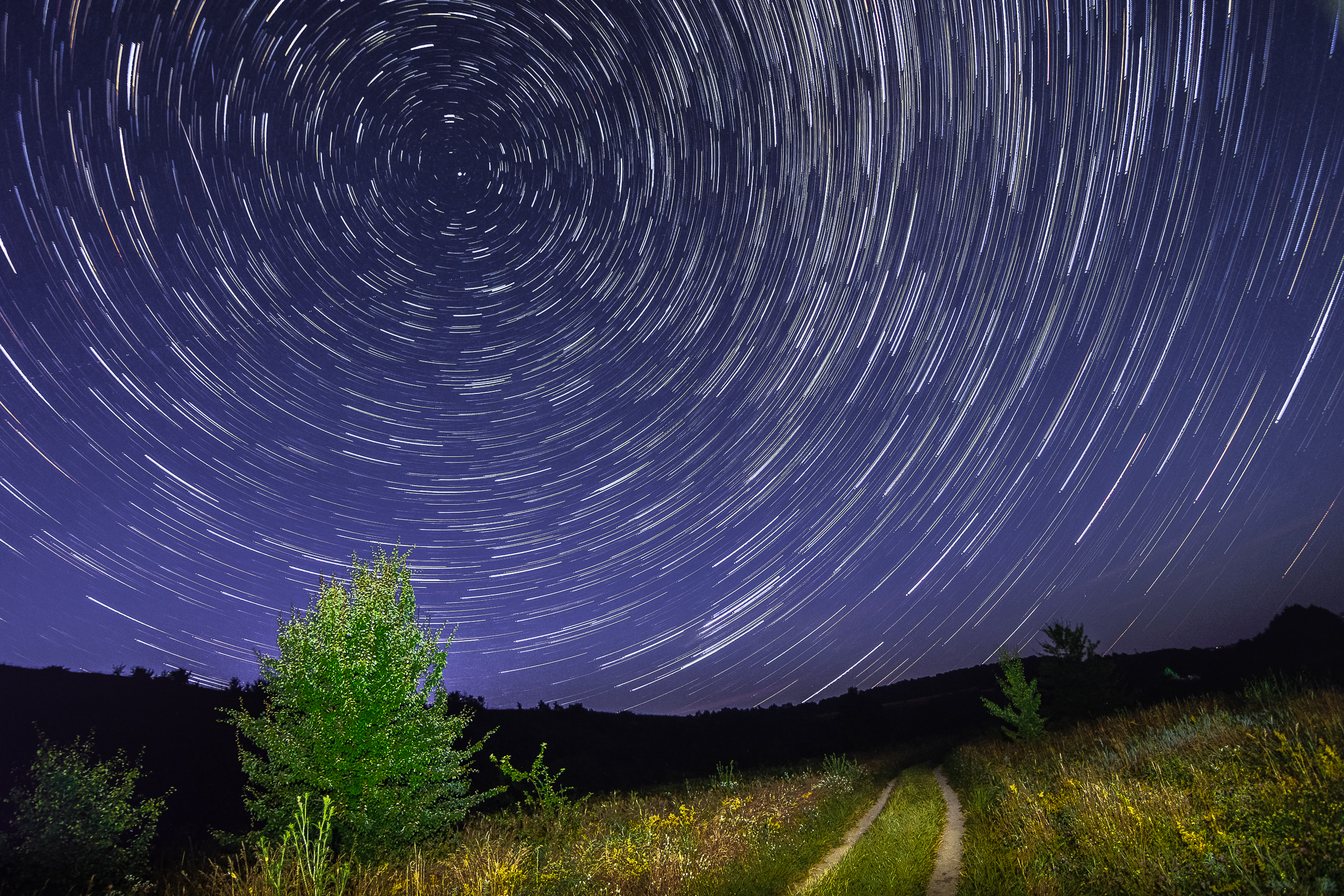
Зоряні сліди в околицях с. Самчинці

Зоряний слід — техніка та жанр фотографії, при якій застосовується тривалий час витримки для того, аби зафіксувати на знімку поточний рух зірок по нічній небесній сфері, видимість якого є наслідком обертання земної кулі. Фотографія зоряного сліду зображає окремі зірки як смужки (ниточки) світла, і чим триваліша витримка — тим довшими будуть ці смужки. Типовий час витримки для виконання фотозйомки зоряного сліду варіюється від 15 хвилин — до кількох годин, що потребує застосування режиму ручного контролю витримки («bulb») у фотокамері — це дозволить утримувати затвор відкритим довше, ніж зазвичай.
Техніка фотографування зоряного сліду застосовувалася професійними астрономами для тестування якості оглядових пунктів на місцевості, як потенційних місць розташування гігантських телескопів.

## Техніка зйомки зоряних слідів

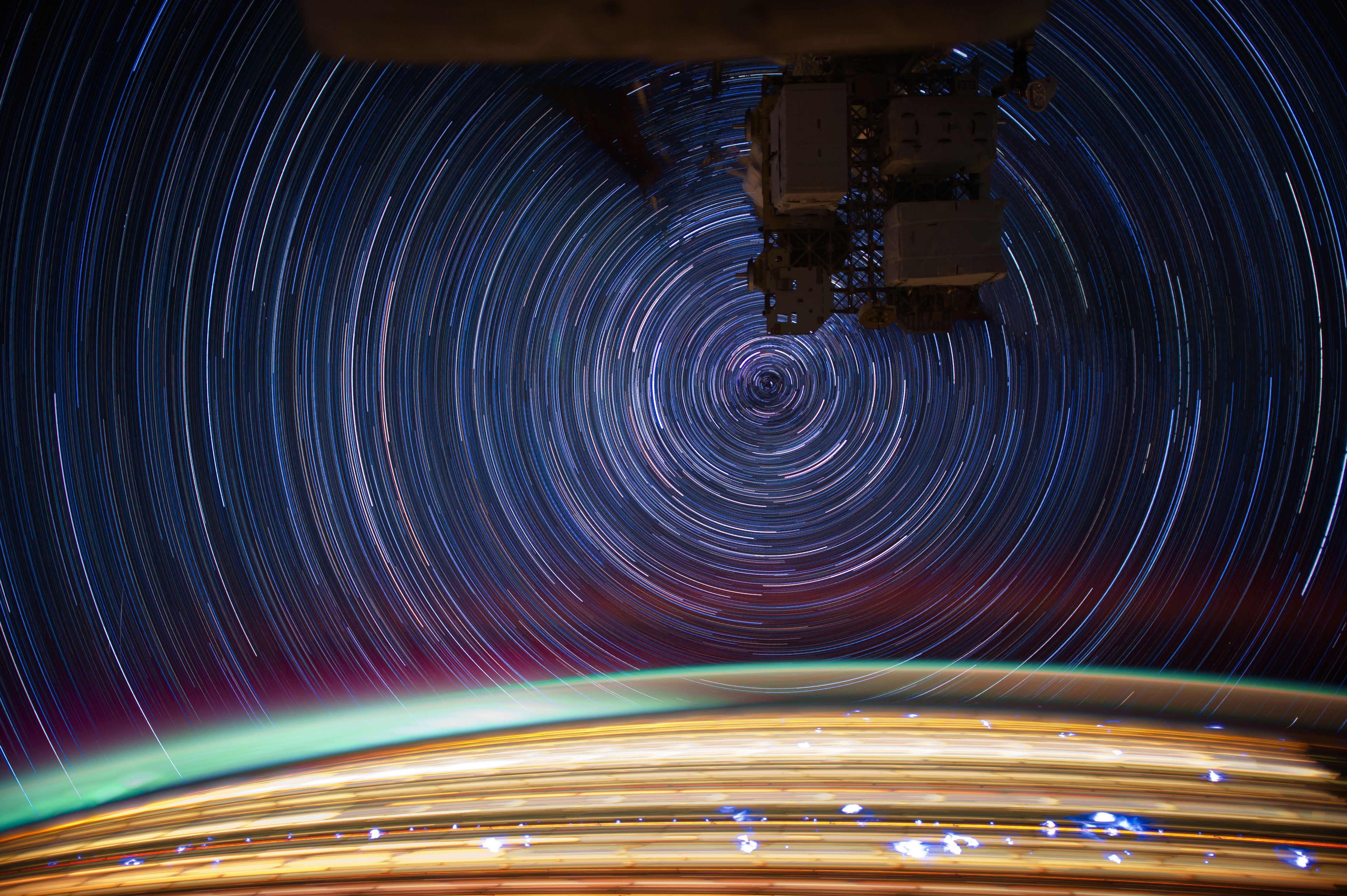
Знімок зоряного сліду, виконаний із Міжнародної космічної станції на земній орбіті.

Для виконання фотознімка зоряного сліду камеру встановлюють на штатив, спрямовують об'єктив у небо, і налаштовують витримку на дуже тривалий період часу. Виконання фотографій зоряних слідів вважається порівняно легким навіть для аматорів астрофотографії. Фотографи виконують такі знімки, в основному, використовуючи однооб'єктивну дзеркальну фотокамеру із об'єктивом, сфокусованим в безкінечність. Кабельний дистанційний спуск дозволяє фотографові утримувати затвор відкритим стільки часу, скільки він сам забажає. Типовий час витримки починається із 15 хвилин, і може тривати навіть декілька годин — у залежності від того, наскільки довгі смужки зоряних слідів фотограф хоче отримати на зображенні. І хоча знімки зоряних слідів виконуються в умовах слабкого освітлення, тривалий час витримки дає змогу використовувати низьку світлочутливість, навіть до значень ISO 200 та ISO 400. Також рекомендується застосування широкої апертури — із значеннями діафрагми f/5.6 та f/4.
Оскільки термін витримки експозиції може становити навіть кілька годин, заряд батареї фотокамери може швидко вичерпатися. Тому механічні камери, які не потребують електрики для відкриття та закриття затвора — мають перевагу над сучаснішими плівковими та цифровими камерами, в яких застосовується електричний струм із батарей. У цих камерах використовується ручний режим налаштування витримки — Bulb, або B — для утримування затвора у відкритій позиції. Іншою проблемою, з якою стикаються цифрові фотокамери — є збільшення інтенсивності цифрового шуму разом зі збільшенням часу витримки.
Американський астронавт Дон Петтіт зняв зоряний слід на цифрову фотокамеру із Міжнародної космічної станції на земній орбіті в час між квітнем та червнем 2012 року. Петтіт описав свій метод так:

| «Мої знімки зоряних слідів виконувались з витримкою близько 10-15 хвилин. Проте у сучасних цифрових камерах найоптимальнішою є 30-секундна експозиція, оскільки при довших витримках цифровий шум сильно засмічує („сніжить“) картинку. Тож для того, аби досягти тривалішої витримки, я роблю те, що роблять і багато інших астрономів-аматорів. Я виконую багато 30-секундних експозицій, а тоді об'єдную їх в єдине зображення за допомогою графічного редактора, таким чином створюючи знімок із тривалішою витримкою.»[6] Оригінальний текст (англ.) «My star trail images are made by taking a time exposure of about 10 to 15 minutes. However, with modern digital cameras, 30 seconds is about the longest exposure possible, due to electronic detector noise effectively snowing out the image. To achieve the longer exposures I do what many amateur astronomers do. I take multiple 30-second exposures, then 'stack' them using imaging software, thus producing the longer exposure.» |

## Обертання землі

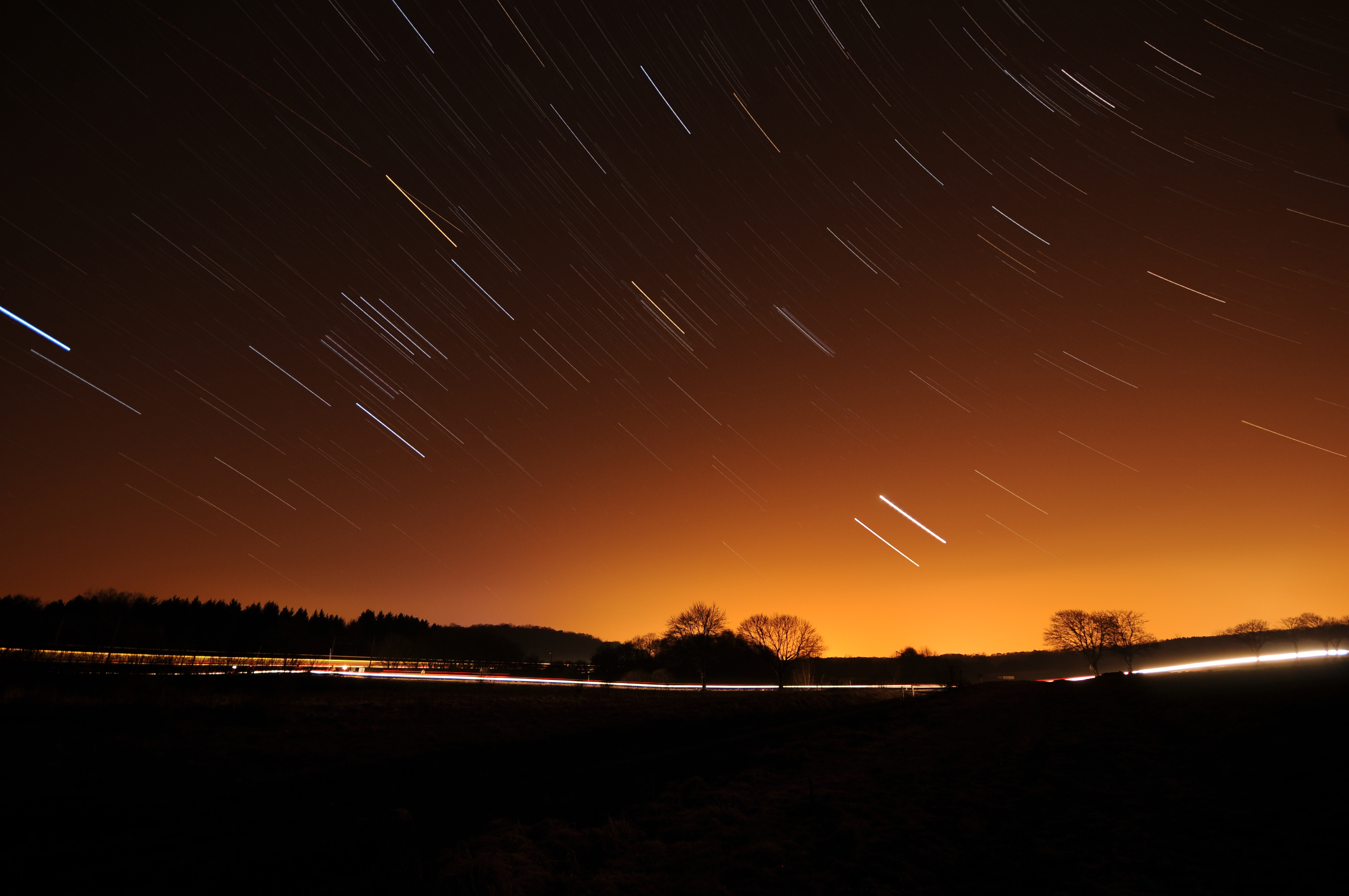
Зоряні сліди, сфотографовані з наведенням камери на північний захід.

Виконання знімків зоряних слідів є можливим завдяки обертанню Землі навколо її осі. Рух зірок по небесній сфері записується на плівку чи сенсор як пасма світла. Для спостерігачів у північній півкулі, якщо спрямовувати камеру на північ, то вийде зображення із концентричними круговими пасмами, зібраними навколо північного полюсу світу (цей полюс візуально знаходиться дуже близько до Полярної зірки). Для спостерігачів у південній півкулі того ж ефекту можна досягти, спрямовуючи камеру на південь. У цьому випадку пасма світла (зоряні сліди) розташовуються навколо південного полюсу світу. Якщо спрямовувати камеру на захід чи схід, то в результаті вийдуть прямі світлові смуги, розташовані під кутом відносно горизонту. Величина такого кута залежить від географічної широти, в якій знаходиться фотограф.

## Тестування місць для астрономічної обсервації

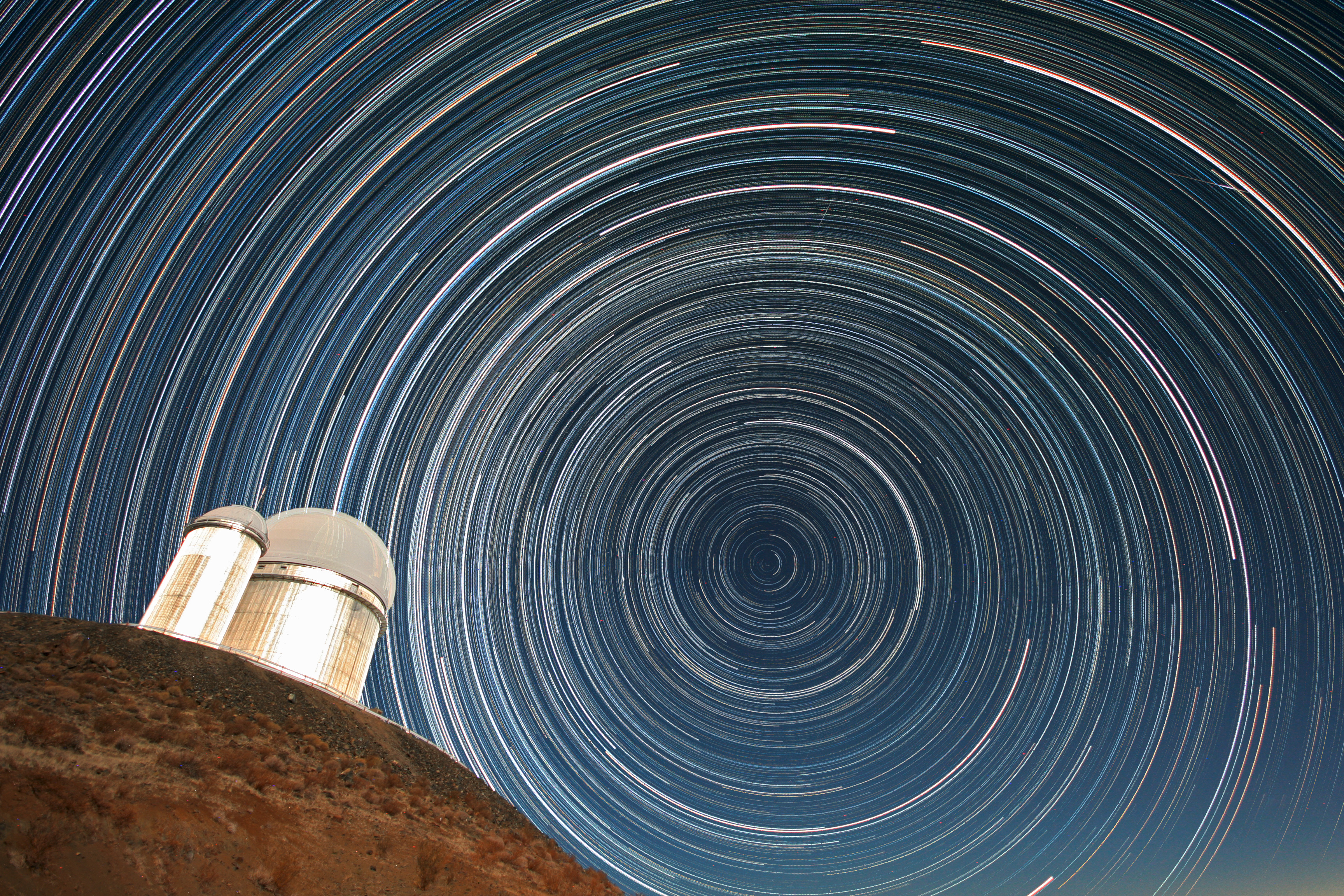
Зоряні сліди над телескопом ESO 3.6 м.

Метод фотозйомки зоряних слідів може використовуватись астрономами для визначення якості місцевості з точки зору можливості обсервації зоряного неба за допомогою телескопів. Спостереження за полярною зіркою з використанням цієї техніки — використовувалося для вимірювання астрономічної видимості у атмосфері, а також вібрацій (тремтіння) у системах телескопного монтування. Перша записана згадка цього методу знаходиться в книзі за 1931 рік — Інструкція небесної фотозйомки Е. С. Скіннера.